# Misumenops mexicanus
Misumenops mexicanus là một loài nhện trong họ Thomisidae.
Loài này thuộc chi Misumenops. Misumenops mexicanus được Eugen von Keyserling miêu tả năm 1880.